# Leonard Fashion
 (août 2024).
La mise en forme du texte ne suit pas les recommandations de Wikipédia : il faut le « wikifier ».
Les points d'amélioration suivants sont les cas les plus fréquents. Le détail des points à revoir est peut-être précisé sur la page de discussion.
- Les titres sont pré-formatés par le logiciel. Ils ne sont ni en capitales, ni en gras.
- Le texte ne doit pas être écrit en capitales (les noms de famille non plus), ni en gras, ni en italique, ni en « petit »…
- Le gras n'est utilisé que pour surligner le titre de l'article dans l'introduction, une seule fois.
- L'italique est rarement utilisé : mots en langue étrangère, titres d'œuvres, noms de bateaux, etc.
- Les citations ne sont pas en italique mais en corps de texte normal. Elles sont entourées par des guillemets français : « et ».
- Les listes à puces sont à éviter, des paragraphes rédigés étant largement préférés. Les tableaux sont à réserver à la présentation de données structurées (résultats, etc.).
- Les appels de note de bas de page (petits chiffres en exposant, introduits par l'outil «  Source ») sont à placer entre la fin de phrase et le point final[comme ça].
- Les liens internes (vers d'autres articles de Wikipédia) sont à choisir avec parcimonie. Créez des liens vers des articles approfondissant le sujet. Les termes génériques sans rapport avec le sujet sont à éviter, ainsi que les répétitions de liens vers un même terme.
- Les liens externes sont à placer uniquement dans une section « Liens externes », à la fin de l'article. Ces liens sont à choisir avec parcimonie suivant les règles définies. Si un lien sert de source à l'article, son insertion dans le texte est à faire par les notes de bas de page.
- La présentation des références doit suivre les conventions bibliographiques. Il est recommandé d'utiliser les modèles {{Ouvrage}}, {{Chapitre}}, {{Article}}, {{Lien web}} et/ou {{Bibliographie}}. Le mode d'édition visuel peut mettre en forme automatiquement les références.
- Insérer une infobox (cadre d'informations à droite) n'est pas obligatoire pour parachever la mise en page.

Pour une aide détaillée, merci de consulter Aide:Wikification.
Si vous pensez que ces points ont été résolus, vous pouvez retirer ce bandeau et améliorer la mise en forme d'un autre article.
Leonard Fashion SAS ou Leonard est une entreprise française de prêt-à-porter et d'accessoires de mode fondée en 1958 par Jacques Léonard.

## Historique

### Débuts et succès
L’entreprise est créée en 1958 par Jacques Léonard, fournisseur en tissus pour les maisons de couture, et son commercial Daniel Tribouillard qui invente avec les industriels lyonnais un procédé d'impression sur maille qu'il fait breveter en 1959. L'exclusivité pour un an est vendue à Christian Dior puis Lanvin et Hermès, pour qui Daniel Tribouillard crée également des dessins exclusifs.
En 1968, fort de ce succès, ils lancent une collection en jersey de soie imprimé. En 1969 sont lancés Leonard Parfums avec le parfum "Tamango" et "Fashion de Leonard", une gamme de pulls fully-fashioned (en) imprimés, sous la direction de Daniel Tribouillard. En 1970 est ouverte la première boutique à Paris. En 1975, les collections de cravates et carrés de soie sont ouvertes sous licence. En 1976, est inventé le "silkover fully fashion", fabriqué avec des carrés de soie.
En 1978, Leonard Fashion réalise un chiffre d'affaires de 125 millions de francs, les trois-quarts à l'exportation, principalement au Japon. Les jerseys sont tricotés en Italie, puis imprimés à Côme ou à Lyon, enfin coupés et cousus à Rueil-Malmaison où travaillent trois cents personnes.
En 1983, le Japon lui demande de concevoir une ligne de kimonos. Après plusieurs mois de travail à Kyoto il présente sa première collection de kimonos au Japon.
Jacques Léonard vend la société à Daniel Tribouillard en 1987 qui en devient PDG.
Dans les années 1990 sont lancées des lignes pour homme.

### Années 2000 et 2010
En 2001, Daniel Tribouillard confie la direction artistique de la maison à Michèle et Olivier Chatenet.
En 2003, Véronique Leroy, alors styliste consultante pour la marque, leur succède et entame une collaboration de huit années à la direction artistique de la maison : la créatrice belge quitte ses fonctions en 2011. 
La même année, elle est remplacée par Maxime Simoëns, mais celui-ci quitte la maison après une seule saison.
En septembre 2013, la créatrice Yiqing Yin lui succède. Elle quitte l'entreprise en décembre 2015 après trois saisons à sa direction artistique.
En mars 2016, c'est au tour de Christine Phung de prendre les rênes de la direction artistique de la maison. Après quatre années de collaboration marquées par une approche streetwear de la marque, elle quitte ses fonctions en octobre 2020.

### Années 2020 et renouveau
En janvier 2021, le créateur allemand Georg Lux est nommé à la direction artistique de la maison,.
En juillet 2022, la famille Tribouillard qui dirigeait jusque là la maison, cède l'intégralité de l'entreprise au groupe Sankyo Seiko Co., Ltd. (en), partenaire japonais historique de la maison,: le nouveau PDG de l'entreprise confirme Georg Lux à ses fonctions.
Sous la direction créative de Georg Lux, Leonard entreprend une refonte significative de son design, capitalisant sur son histoire et son expertise, tout en misant sur la modernité et la créativité: Georg Lux repositionne l'image et les produits de la marque sur son secteur luxe et imagine pour elle une nouvelle silhouette, contemporaine mais inspirée des années 1970, époque faste pour la maison,.
La stratégie suscite l’intérêt de jeunes consommateurs de produits de luxe : les ventes aux clients âgés de 30 à 40 ans augmentent de 30% en 2023 par rapport à l'année précédente,. L’entreprise ouvre pour la première fois depuis de nombreuses années de nouvelles boutiques : à Hong-Kong (Harbour City en juillet 2023), à Tokyo (Omotesandō en octobre 2023), à Seoul (Hyundai en mars 2024), à Macao (Galaxy en septembre 2024).